# بیگفوت (تگزاس)
بیگفوت (به انگلیسی: Bigfoot) یک منطقهٔ مسکونی در ایالات متحده آمریکا است که در شهرستان فریو، تگزاس واقع شده‌است. بیگفوت ۶۱٫۹۶ کیلومتر مربع مساحت و ۴۵۰ نفر جمعیت دارد و ۱۹۸ متر بالاتر از سطح دریا واقع شده‌است.